# Lasnamäe
Lasnamäe là một quận của Tallinn, thủ đô Estonia. Dân số là 115.000, phần lớn nói tiếng Nga. Quận nằm ở phía đông của Tallinn. Ở phía đông giáp sông Pirita; ở phía bắc và tây bắc một vách đá vôi (một phần của Klint Baltic) tách Lasnamäe từ Pirita và Kesklinn. Huyện nằm trên một cao nguyên đá vôi phẳng có độ cao 30–52 m trên mực nước biển. Điểm cao nhất trong Lasnamäe Hill Sõjamägi tại 54 m so với mực nước biển.
Lasnamäe có thể được chia thành hai khu vực riêng biệt: phía bắc là khu dân cư, trong khi phần phía Nam xung quanh Peterburi Road (đường cao tốc Tallinn-Narva) và lên đến biên giới với Rae giáo xứ chủ yếu là công nghiệp. Sân bay Tallinn Lennart Meri nằm ở Lasnamäe.

## Hành chính
Quận Lasnamäeđược chia thành 16 phó quận: 16 subdistricts: Katleri, Kurepõllu, Kuristiku, Laagna, Loopealse, Mustakivi, Pae, Paevälja, Priisle, Seli, Sikupilli, Sõjamäe, Tondiraba, Uuslinn, Väo, Ülemiste.